# سید مقتدی صدر
سید مقتدی صدر (زادهٔ ۱۹۷۴ نجف) روحانی شیعه، سیاست‌مدار عراقی و از رهبران شیعیان عراق است. وی چهارمین فرزند سید محمد صدر و شناخته‌شده‌ترین بازمانده از خاندان صدر است.
مقتدی صدر عالم‌دینی عرب شیعه سیاستمدار عراقی، از مخالفان حکومت صدام حسین، طرفدار ایجاد حکومت اسلامی و مخالف حضور نیروهای خارجی در عراق است. نیروهای شبه‌نظامی مسلح تحت امر او معروف به جیش المهدی در مقاطعی درگیری‌هایی با نیروهای آمریکایی ائتلاف و افراطیون سنی و حکومت مرکزی عراق داشته‌اند. مهم‌ترین پایگاه طرفداران صدر در استان‌های جنوبی عراق، به‌ویژه در شهرک صدر، محلهٔ شیعه‌نشین بغداد مستقر هستند.

## زندگی‌نامه
مقتدی صدر چهارمین پسر سید محمد صدر، از مراجع شیعهٔ عراق در دههٔ ۱۹۹۰ میلادی است، که به همراه دو پسرش، در دوران حکومت حزب بعث به ریاست صدام حسین، ترور و کشته شدند.
نسب خانوادهٔ صدر به پیشوای هفتم شیعیان؛ موسی بن جعفر منتهی می‌شود. صدرها که در منطقهٔ جبل عامل لبنان سکونت داشتند که بعدها به نجف در عراق مهاجرت کرده و گروهی از آن‌ها نیز راهی ایران شدند. سید محمدباقر صدر (از مراجع پیشین تقلید شیعیان عراق و پسرعموی پدر مقتدی صدر) نیز به دلیل مبارزه با صدام شکنجه و کشته شد. سید موسی صدر رهبر سابق شیعیان لبنان که بحث‌هایی دربارهٔ ناپدید شدنش توسط معمر قذافی وجود دارد نیز پسرعموی پدر مقتدی است. همسر مقتدی صدر، دختر سید محمدباقر صدر و فاقد فرزند است.

## نظر فقهی
مقتدی صدر به پیروی از پدرش سیدمحمد صدر، بر این اعتقاد است که مرجع تقلید بر همه امور مقلدانش ولایت دارد (ولایت فقیه) و باید در همهٔ امور سیاسی و غیرسیاسی حضور فعال و تعیین‌کننده داشته باشد و در مواقع حیاتی به مرکزی برای هدایت مقلدان مذهبی در دفاع از ارزش‌های دینی و ملی بدل گردد و در مسائل حکومتی، قضایی، اجتماعی و شرعیِ همه امور ارشاد و اعمال نماید؛ همانند پیامبر اسلام و علی بن ابی‌طالب و نسل آنان. مقتدی صدر مقلد سیدکاظم حائری مرجع تقلید عراقی مقیم قم است. مقتدی چهار سال برای تکمیل دروس فقهی اجتهاد خود در شهر قم ایران سپری کرد؛ ولی به دلیل منش محتاط حوزهٔ مرجعیت نجف و همچنین حاکمیت ایران در حوزهٔ قم، هنوز مقام علمی شیعی ― آیت الله ― به وی داده نشده است. اما سیستانی (از مراجع فعلی شیعیان عراق)، در فقه بسیار محتاط و مسائل مذهبی و شرعی را از حکومت و سیاست جدا می‌داند (کفالت فقیه). دربارهٔ عدم تفاهم میان مقتدی صدر و سیستانی نظراتی دیگر نیز وجود دارد. برخی معتقدند که مقتدی صدر و گروهش ظاهراً با روش‌های سیاسی سیستانی مخالفت می‌کنند اما به‌دنبال تثبیت مرجعیت عربی خود هستند و با ایرانی الاصل بودن ایشان به عنوان مرجع تقلید شیعیان عراق مخالفند. براساس این نظریه، مقتدی صدر چندان مایل نیست که یک مرجع غیرعرب، امور مذهبی شیعیان عراق را به عهده بگیرد. اما در مقابل پیروان این نظریه، اکثریت دیگری از صاحب‌نظران وجود دارند که معتقدند مقتدی صدر کمترین تعصب ضدایرانی ندارد، مقتدی صدر از حامیان علی سیستانی است ولی از اینکه او به‌طور علنی با آمریکایی‌ها جدال نمی‌کند، چندان خشنود نیست.

## فعالیت سیاسی
پس از حادثهٔ ترور پدرش ۱۹۹۸ به‌دست صدام، مقتدای جوان مخفی شد و به زندگی پنهانی و زیرزمینی روی آورد. مقتدی که در حیات پدرش مسئولیت‌های حوزوی و فرهنگی تشکیلات گستردهٔ پدرش را انجام می‌داد، فعالیت خود را صرف بازیابی روابط با بخشی از طرفداران پدرش کرد که همچنان پیرو وی باقی‌مانده بودند. این گروه هستهٔ اولیه تشکّلی شد که ابتدا با عنوان «جماعت صدرثانی» به طرفداری از مقتدی صدر فعالیت می‌کردند.
پس از سقوط صدام در سال ۲۰۰۳، مقتدی صدر اگر چه جوان ۳۰ ساله بود اما توانست میلیون‌ها نفر از طیف‌های فقیر و محروم شهرهای شیعی عراق به‌ویژه «شهرک صدر» در حومهٔ بغداد را به سوی خود جذب کند. مقتدی صدر با برخی اقدامات گسترده، مؤسسات خیریه و دفاتر دینی پدرش در شهرهای مختلف عراق را دوباره فعال ساخت و اشخاص مهم و تأثیرگذاری را که مقلد صدر پدر بودند، سازماندهی کرد و اطراف خود جمع نمود. سپس با تدوین مرام‌نامه‌ای که در آن به لزوم تشکیل حکومتی براساس احکام اسلامی و اقامهٔ حدود شرعی برای آیندهٔ عراق تأکید شده با داعیهٔ رهبری عراق وارد صحنهٔ سیاسی و اجتماعی این کشور شد. او ضمن مخالفت با تجزیهٔ عراق و حفظ یکپارچگی کشور، بر اتحاد همهٔ اقوام شیعه، سنی، کرد، ترکمان و حتی غیرمسلمان؛ تأکید دارد. تشکیلات جریان صدر با محبوبیت میلیونی بین شیعیان و گستردگی بسیار در مسائل اجتماعی، خدماتی، مذهبی، سیاسی، بین‌الملل، رسانه‌ای و نظامیان قدرتمندش به مثابه یک دولت، پهلو به پهلوی دولت عراق می‌زند.
مقتدی صدر در تابستان سال ۲۰۰۳ با تشکیل گروه شبه نظامی «جیش المهدی» که تعدادشان در زمان اوج به ۶۰ هزار نفر می‌رسید مخصوصاً در چند سال اول بعد از صدام، در غیاب دولت مرکزی قدرتمند و حضور اشغالگران، از امنیت عمومی بیمارستان‌ها، مدارس، خیابان‌ها، منازل و اموال مردم محافظت می‌کردند و خدمات عمومی به شهروندان شیعی داده و با احیای مساجد و نمازجمعه با شرکت ده‌ها هزار نفر برگزار می‌کردند. صدر در زمانی‌که دیگر گروه‌های شیعه از جمله الدعوه و مجلس اعلای حکیم، با آمریکایی‌ها همکاری می‌کردند به عنوان ناراضی قدرتمند بانفوذ شیعی سال‌ها در برابر نیروهای خارجی ائتلاف آمریکایی اعتراضات فراوانی داشت و بارها در شهرک صدر بغداد، کوت، اماره، کربلا و کوفه جنگید.

### حکم دستگیری
در تاریخ ۳ مارس ۲۰۰۴ میلادی، زمان حضور نیروهای آمریکایی و شورای حکومتی منصوب آمریکا؛ شورایعالی قضایی وقت عراق حکم دستگیری مقتدی صدر، به اتهام صدور دستور قتل عبدالمجید خویی، روحانی غربگرا و میانه‌رو و پسر سید ابوالقاسم خویی، از مراجع تقلید سابق شیعه را صادر کرد. وی ضمن رد این حکم و در واکنش گفت: حکم جلب من یک حرکت برنامه‌ریزی شده و یک توطئه کثیف است به‌دلایل بسیاری که برای همگان می‌گویم، از جمله: حکم جلب من از سوی شورای حکومتی صادر شد که اساساً این مسئله مربوط به آنان نمی‌شود. هیوم مشاور برمر حاکم آمریکایی زمان اشغال عراق، زمانی اشاره داشت که اگر عراقی‌ها صدر را به اتهام کشتار و قتل دستگیر نمایند این مسئله برای ما مفید فایده خواهد بود. این اتهام بهانه تهاجم نظامی آمریکایی‌ها برای سرکوب و کشتن مقتدی صدر در جنگ نجف ۲۰۰۴ شد. 
جیش المهدی در شهرک صدر و جنگ نجف انتفاضه مهدویه سال ۲۰۰۴ که آمریکایی‌ها برای دستگیری و کشتن مقتدی اقدام نموده بودند که فداییان بیشمارش از او و حرم علی بن ابیطالب در قبرستان وادی السلام و کوچه‌ها و خیابان‌ها، دفاع شجاعانه و مقاومت سختی در طول چند ماه کردند و تلفات زیادی بر آمریکایی‌ها وارد آوردند، به‌طوری‌که آمریکایی‌ها او را فردی خطرناک نامیده و از او بسیار بیمناک بودند. هرچند مقتدی به وحدت مسلمانان شیعه و سنی معتقد است حتی در سال ۲۰۰۴ در پی اتحاد با جنگجویان ناراضی تسنن فلوجه علیه ائتلاف آمریکایی بود، ولی انتقامجویی‌هایی نیز از افراطیون سنی بعثی مخصوصاً بعد از انفجار تخریب ۲۰۰۶ اماکن مقدس شیعه حرمین عسکریین سامرا انجام داد که با حمایت و دفاع فراگیر جیش المهدی از مناطق شیعه‌نشین همراه بود. همچنین صدر در پی اختلاف مواضع عملکرد با حکومت مرکزی شیعه[نوری المالکی] برای ایجاد حکومت اسلامی در بصره بهار ۲۰۰۸ با نوری مالکی ارتش عراق درگیر شد که باعث جنگ خونین تلفات زیادی گردید. بعد از مقاومتها و رایزنی‌های میانجیگران نهایتاً سال ۲۰۰۸ او فعالیت نظامی جیش المهدی را بخاطر مصلحت حفظ حاکمیت شیعه منحل کرد. او در حال حاضر شبه نظامیان «سرایا السلام» (گردان‌های صلح) را دارد که اعضایش همان جیش المهدی سابق هستند؛ مقتدی صدر با انشعاب‌ها و جدایی‌هایی هم مواجه شد که عواملی چون قدرت طلبی و رقابت با مقتدی و حمایت‌های ایران را مؤثر می‌دانند؛ گروه‌هایی مانند «عصائب اهل الحق» و «حرکت النجبا» و «فضیلت» از آن جمله‌اند؛ این گروه‌ها خود را صدری می‌دانند اما تابع مقتدی نبوده و زیرمجموعه او نیستند و رقابت دارند.
در شیعیان مذهبی عراق که حدود ۶۰ ٪ جمعیت عراق را تشکیل می‌دهند، در عرصه سیاست در ششگانه قدرت: مالکی-عبادی-صدر-حکیم-حشدالشعبی-علاوی؛ مقتدی صدر بسیار تأثیرگذار و با نفوذ است، هم در شوراهای استانی دارای نمایندگان بسیار بوده و هم در پارلمان عراق با فراکسیون «سائرون» حضور دارد. او ۵۴ کرسی نماینده در آخرین انتخابات پارلمانی ۲۰۱۸ به‌دست‌آورد. او سهم چند وزیر و معاون را در دولت عراق نیز دارد.
مقتدی صدر و تشکیلاتش اندکی با مجلس اعلای شیعیان حکیم، سپاه بدر، رقابت تاریخی دارد. خاندان حکیم نیز از نظر فقهی محتاط بوده نزدیک به فقه سیستانی و ایرانی الاصل بزمان طبابت شاه عباس صفوی دارند. و دنباله روی از سیاست‌های ایران نیز مشهود است. نیروهای جیش المهدی مقتدی صدر در واقعه مشکوک نیمه شعبان کربلا ۲۰۰۷ با سپاه بدر مجلس اعلای حکیم درگیر جنگ شدید خیابانی بین الحرمین شدند که نهایتاً به معاهده صلح انجامید؛ صدری‌ها معتقدند که بدر یک نیروی نظامی سازمانی مجاهد بود اما هنگامی که در فرایند سیاسی وارد شد ادغام در پلیس وزارت کشور عراق، متأسفانه گذشته و سوابق خود را انکار و از بسیاری اصول و مبانی خود عدول کرد، آن هم فقط به این دلیل که می‌خواست در فرایند سیاسی وارد شود. نمی‌توان بدر را با جریان صدر مقایسه کرد مگر می‌توان یک مورچه را با یک فیل مقایسه کرد؛ بدر و مجلس اعلا یک سازمان نظامی بسیار کوچک است که از محبوبیت گسترده مردمی در عراق برخوردار نیست، اما جریان صدر مردمی و گسترده و فراگیر در عراق است که در مقابل اشغالگری مقاومت می‌کند و به دنبال گسترش شریعت و دین مبین اسلام است. این دو گروه قدرتمند شیعه عراق در حال حاضر متحد و در ائتلاف یکدیگر بوده و در مسایل سیاسی امنیتی اجتماعی دولتی عراق همکاری برادرانه دارند.
مقتدی صدر با نوری المالکی، رهبر حزب الدعوه و حزب قانون، همپیمان شیعی سابق صدر، اختلافات ریشه دار شدیدی دارد. در مورد انتخاب نمایندگان پارلمان و دولت اول عراق ۲۰۰۶، نخست‌وزیری نوری مالکی نیز توسط ائتلاف شیعیان جریان صدر و حزب الدعوه و حکیم انجام شد و به این دلیل انتخاب شد که نقش مثبت بازی کند و تمامیت ارضی و استقلال کامل عراق را حفظ کند، مالکی موظف بود که اشغالگران آمریکایی را از عراق بیرون کند؛ ولی او قدرت طلب شده از عمل به وعده‌ها و تعهدات خود سر باز زد و تحت فشار سیاستمداران آمریکایی قرار گرفت و متأسفانه با صدر در مقاطعی مقابله کرد و باعث جنگ و خون‌ریزی و زندان و سرکوب آن‌ها شد. اوج اختلاف جنگ بصره ۲۰۰۸ است، بعد از آنکه بریتانیایی‌ها خارج شدند، نیروهای شیعی جیش المهدی مقتدی صدر برای ایجاد حکومت اسلامی عملاً کنترل شهر را در اختیار داشتند البته نفوذی‌ها و خرابکارهایی هم بودند که دولت مرکزی مالکی، شیعه هم پیمان، با صدر و جیش المهدی درگیر شده و جنگ خیابانی سنگینی درگرفت که بیش از یک‌هفته ادامه داشته و ناامنی و کشته‌های فراوان برای طرفین داشت که نهایتاً دو طرف آتش‌بس کرده توافق شد که: حکومت و اداره کشور با دولت مرکزی باشد و جیش المهدی منحل شده، اما در عوض سلاح صدر دراختیار خودش باشد و مقتدی صدر هم زین پس در عرصه سیاسی فعالیت نماید. در ۲۰۱۰ هنگام دولت دوم مالکی، این صدر بود که برای حاکمیت شیعه در عراق، با وجود اختلافات شدید، ولی در اتحاد با مالکی به حفظ و ابقای او کمک کرد. در ۲۰۱۳ از سوی حزب تسنن العراقیه، ایاد علاوی شیعه سکولار غربگرا و سپس کارشکنی‌های «مسعود بارزانی» رئیس اقلیم کردستان با جمع کردن امضا علیه المالکی در پارلمان، طرح عدم کفایت نخست‌وزیر نوری المالکی را کلید زدند که با همصدایی مقتدا صدر با آنان همراه بود. وی می‌گفت: اگر نتوانم آنچه که در حال روی دادن است را تغییر دهم پس نمی‌خواهم با ظالمان بمانم و با متهم کردن دولت نوری مالکی، نخست‌وزیر عراق به ظلم و فساد ادامه داد: متأسفانه عراق به وسیله گروهی که از خارج آمده‌اند و عطش عجیبی به مال اندوزی دارند اداره می‌شود همچنین نوری مالکی را شخصی دیکتاتور خوانده و وی را مسئول اوضاع امنیتی نابسامان در عراق دانست. او در نهایت نیز با تصمیمی درست که به عملکرد دولت انتقاد داشت و خواستار اصلاح آن و ارائه خدمات به شهروندان عراقی بود، مانع از نخست‌وزیری سه باره نوری المالکی شد. با اینکه حیدر العبادی نفر دوم حزب الدعوه پیروز انتخابات، نخست‌وزیر شده است اما مالکی کماکان رهبری «حزب الدعوه» را به عهده خواهد داشت و در پارلمان فراکسیون «قانون» بازیگر مهمی خواهد بود. مالکی در پشت صحنه برخی مناصب را در اختیار دارد و در ۲۰۱۶ تلاش کرده است تا ارتباط جناح خود را با گروه‌های مسلح مختلف عضو بسیج حشد الشعبی را بیشتر کند تا پایگاه قدرت خودش را بسط بدهد، در میان نیروهای امنیتی نیز بسیاری جایگاه خود را مدیون مالکی هستند. به هر ترتیب مقتدی صدر به عنوان جدی‌ترین منتقد شیعی نوری مالکی پس از سقوط صدام، بیشتر از ارتش نیمه جان عراق برای حفظ این کشور، در حال تلاش نظامی بوده و این از طرفی برای مالکی هشدار به حساب می‌آید و او را در حال حاضر یک رقیب بالقوه می‌بیند، تا پس از پایان بحران عراق، فکری به حال بازسازی ساختار قدرت فعلی عراق بشود. رهبر جریان صدر عراق، ضمن مقصر دانستن شخص نوری مالکی در ظهور داعش و محاکمه عاملان، وی را «شیفته قدرت» خوانده و می‌گوید: مالکی یک سوم عراق را به تروریسم و اشغال فروخت و دیگر نباید در امور مربوط به مبارزه و مبارزان مداخله کند. عراقی‌ها دیگر هرگز کشور را در دستان کسی که امانتدار نیست نخواهند گذاشت.
یکی از اتهام‌های آمریکا به ایران، اتهام دادن آموزش و شاید دادن اسلحه و پول به گروه مقتدی صدر است. در جنگ نجف ۲۰۰۴ جیش المهدی با آمریکاییها، شخص رهبر ایران مستقیم به صورت نامه تلفنی برای حفظ جان سید مقتدی صدر به سیستانی تأکید و سفارش نمود. علی لاریجانی در ۲۰۰۵ اظهار کرد که مقتدی صدر از نیروهای فعال، پرتوان و خوش‌فکر در عراق و از بیت شریفی است و برای ایران هیچ چیزی مهم‌تر از داشتن همسایه‌ای امن نیست، وی ایران و عراق را متحد طبیعی یکدیگر دانست. او از سال ۲۰۰۷ در شهر قم زندگی می‌کرد. او چهار سال را در ایران برای تکمیل تحصیلات فقهی خود در حوزه علمیه قم سپری کرد و در سال ۲۰۱۱ به شهر نجف عراق بازگشته است. مقتدی صدر درحالی‌که از حمایت ایران از انشعاب‌های درون جیش المهدی و تضعیف آن ناراحت بود، در ۲۰۰۷ گفت: با اهداف «سیاسی و نظامی» دولت ایران در عراق موافق نیست و ایران باید به این دخالتها پایان دهد. او در مسافرتهایش به ایران، مجالس و دیدارهایی با مقامات ایرانی دارد. در جنگ بصره ۲۰۰۸ که بین نیروهای جیش المهدی مقتدی صدر و نیروهای دولتی عراق زیرنظر نوری المالکی نخست‌وزیر که شیعه بودند، قاسم سلیمانی پادرمیانی کرده با اولویت به حکومت مرکزی، آتش‌بس برقرار نمود. در انتخابات ۲۰۱۰ دولت دوم عراق، ایران با فشار و اصرار بر مقتدی صدر خواستار همکاری او با نوری المالکی به منظور حفظ حاکمیت دولت شیعه در عراق شد. رهبر جریان صدر، ایران و عراق را دو روح در یک بدن دانسته اما در عین حال بر استقلال کشورش تأکید می‌کند. در جریان انقلاب اصلاحات در پی شعارهای تظاهرات‌کنندگان صدری علیه ایران، به دلیل حمایت ایران از حکومت مرکزی شیعه که از قضا حزب مالکی است؛ مسوول فراکسیون جریان صدر اعلام کرد که: مقتدی صدر شعارهای ضد ایرانی را که سر داده شد، مردود می‌داند و این اقدام از سوی فراکسیون پارلمانی و تمامی طرفداران جریان صدر مردود است.
مقتدی صدر روحانی شیعه بانفوذ که سیاست مستقل و ملی‌گرای عراقی دارد، نسبت به دخالتهای دیگر کشورها حتی دوست در عراق مخالف است و تأثیرگذاری آن‌ها را در اختلافات و ناآرامی‌های قومی گروه‌های مختلف عراقی را نمی‌پذیرد. وی در ۲۰۰۵ در آغاز شهرت طی سفر رسمی به ایران با اشاره به وظیفه جیش‌المهدی در حمایت از اسلام گفته بود:اگر کشورهای اسلامی و همسایه از جمله ایران مورد حمله قرار گیرند، از آن کشورها حمایت می‌کنیم. او همیشه از مسجدالاقصی و ملت فلسطین در هر دو قسمت کرانه باختری و نوار غزه حمایت کرده است. وی با منش ولایت فقیهی شیعی در مورد تحولات شیعیان منطقه مانند بحرین حوثی‌های یمن. شرق عربستان، حرم زینبیه سوریه، نیجریه نیز اظهار نظر و حمایت کرده است؛ وی روابط حسنه با حزب‌الله لبنان دارد او ضمن مبارزه با اشغالگری آمریکا در عراق، با دخالتهای سیاسی آمریکا در امور داخلی عراق مخالفت صریح داشته است. مقتدی صدر با ترکیه نیز در مورد تأثیر بر اقوام داخل عراق به رایزنی پرداخته و از برخی اقدامات ترکیه نیز انتقاد کرده است. همچنین سفر وی به عربستان سعودی، بعد از انتقادات شدیدش به سیاست‌های عربستان در یمن و عوامیه و بحرین، واکنش‌های متفاوتی در پی داشت.
مقتدی صدر ۲۰۱۲ با اعلام موضع‌گیری خود در قبال بهار عربی و تحولات سوریه گفته بود: فرق زیادی میان آنچه که در سوریه می‌گذرد با آنچه در سایر کشورهای بهار عربی می‌گذرد وجود دارد. وی از ملت سوریه خواسته بود تا بلندی‌های جولان را آزاد کنند و به جنگ داخلی در سوریه نپردازند. بشار اسد رئیس‌جمهوری سوریه در تقدیر از مواضع رهبر جریان صدر در قبال مسائل کشورش نشان دولت سوریه را به او اعطا کرد. در پی حمایت ایران از بشار اسد و فرستادن گروه‌های شبه نظامی شیعه عراقی به سوریه، مقتدی صدر با حضور نظامی مخالفت کرده و کشته شدگان را شهید ندانست؛ همچنین بعد از حمله موشکی آمریکا به سوریه۲۰۱۷، مقتدی صدر همگان را به عقب‌نشینی نظامی از سوریه فراخواند تا مردم این کشور که خود تنها صاحب تعیین سرنوشتشان هستند، زمام امور را به دست گیرند. او از آمریکا، روسیه و گروه‌های دیگر حتی دوست، خواست از آزار و اذیت سوریه دست بردارند. وی گفت: به نظر من این منصفانه است که بشار اسد، رئیس‌جمهور سوریه به خاطر عشق به سوریه استعفا کرده و از حکومت کناره‌گیری کند تا سوریه از دست جنگ و تروریسم رهایی یابد و زمام امور به دست طرف‌های مردمی بانفوذ داده شود که می‌توانند در سریع‌ترین زمان ممکن سوریه را نجات دهند تا بشار اسد قبل از اینکه زمان از دست برود موضع تاریخی قهرمانانه‌ای داشته باشد.
صدر در فوریه ۲۰۱۴ با صدور بیانیه‌ای، خبر کناره‌گیری خود از فعالیت‌های سیاسی را به دلیل نارضایتی از زیرمجموعه اش به‌طور رسمی اعلام کرد و اعلام کرد تمام دفاتر کاری وی بجز آن‌هایی که به امور خیریه اختصاص دارند، بسته خواهند شد. در ۶ اوت همان سال مسوولان فراکسیون وابسته به جریان صدر از رهبر این جریان خواستند از تصمیم خود در کناره‌گیری از فعالیت‌های سیاسی و اجتماعی عقب‌نشینی کند که او نیز موافقت کرده به سیاست بازگشت.
پس از تظاهرات‌ها و تحصن تسنن استان‌های غرب عراق به سبک بهار عربی ضد دولت مرکزی نوری المالکی و در ادامه، ظهور افراط گرایان داعش و سقوط شهرهای تسنن از جمله موصل در ۲۰۱۴، به دلیل ناتوانی دولت مرکزی شیعی مالکی؛ مقتدی صدر در کنار فتوای دیگر مرجع شیعیان سیستانی، اعلان جهاد داده و فقط به دفاع از «اماکن مقدس شیعیان» اقدام نمود که شبه نظامیان فدایی قدرتمند و پرتعداد سرایا السلام منسوب به او به‌طور مستقل اما در کنار نیروهای بسیج مردمی[حشد الشعبی] و ارتش، در حال دفاع بالخصوص در سامرا هستند.
او انقلاب اصلاحات ۲۰۱۶ عراق را رهبری کرد که اعتراضات مردمی و درگیری‌های چند ماهه طرفداران صدر که با تظاهرات و تحصن و ورود صدها هزار تن از مردم به منطقه دولتی امنیتی خضرا و اشغال پارلمان عراق همراه بود، با اهداف رفع فساد جناحی نوری المالکی در حزب حاکم الدعوه[قانون] و تشکیل دولت وزرای تکنوکرات و بهبود خدمات اجتماعی انجام شده است. در درگیری انقلابیون صدری با نیروهای امنیتی دولتی تعدادی کشته زخمی و بازداشت شدند؛ مقتدی صدر در بیانیه‌ای اعلام کرد: «وای بر حکومتی که فرزندان ملت خود را می‌کشد که سرنوشت صدام و قذافی از آنان دور نیست! ای ملت قهرمان صبور باشید که بی شک انقلاب مسالمت‌آمیز شما پیروز خواهد شد و باید فرقه گرایی و سهمیه بندی سیاسی و فساد ریشه کن شود.» زلمای خلیل زاد سفیر پیشین آمریکا در عراق معتقد است: تشکیل یک دولت ائتلافی اصلاح طلب به رهبری مقتدی صدر می‌تواند این غائله را ختم کند. مقتدی صدر در سخنانی که در جمع هوادارانش در میدان التحریر بغداد ایراد کرد گفت تاکنون بارها تهدید به قتل شده و از پیروانش خواست که اگر او به قتل رسید به اعتراضات مسالمت آمیزشان ادامه دهند. او ضمن خواندن وصیت‌نامه‌اش از دولت عراق خواست که بعد از داعش گروه شبه نظامی وابسته به ایران «حشد الشعبی» را منحل کند. صدر در فرازی از سخنانش با مخالفت با شرکت فرماندهان حشدالشعبی در انتخابات پارلمانی و شوراهای استانی عراق گفت: نیروی مستقل حشدالشعبی بعداً منحل و در ارتش عراق ادغام شود زیرا به رسمیت شناختن حشد الشعبی به معنای این است که در آینده، عراق تحت حاکمیت شبه نظامیان گروه خاص درآید و چون فرماندهان مهارت سیاسی ندارند پس وجهه جهاد و مجاهدان خدشه دار می‌گردد. دو ماه بعد در پی دیدار فرماندهان حشدالشعبی با مقتدی صدر، به وی اطمینانهایی داده شد که فرایند سیاسی شدن حشدالشعبی در پساداعش در جهت تقابل با جریان صدر نخواهد بود ولیکن حشدالشعبی در سیاست و انتخابات سال ۲۰۱۸ پارلمان عراق با نام حزب «فتح» شرکت کرد که پایینتر از صدر در جایگاه سوم قرار گرفت و صدر با ۵۳ نماینده برترین حزب پارلمان شد و در تشکیل دولت ملی‌گرا نقش مهم داشت.
در انتخابات ۲۰۲۱ پارلمان عراق با اینکه تظاهرات و اعتراض جریان سکولار غربگرا موسوم به اکتبر به‌وجود آمده بود و دولت ائتلافیِ تقریباً مستقل ملی‌گرای عراق را وادار به استعفا کرده بود اما نتایج انتخابات زودهنگام با برتری جناح صدر همراه شد. کسب ۷۴ کرسی نماینده برای مقتدی صدر به‌عنوان برترین پرتعدادترین بلوک یک پیروزی بزرگ برای او محسوب می‌شود. او اعلام کرد به‌دلایل منش مستقل و ملی‌گرا و عراقی بودن خود، پس با احزاب وابسته همکاری نخواهد کرد. حزب صدر در ائتلاف با تسنن حلبوسی و کورد بارزانی و چندین نماینده مستقل در صدد تشکیل فراکسیون بزرگتر در پارلمان (دو سوم) با هدف تعیین رئیس‌جمهور و نخست‌وزیر بود؛ هر چند کشورهای خارجی بالخصوص ایران نیز با تشکیل فراکسیونی اعم از المالکی و حشدالشعبی و حکیم و طالبانی و دیگران، سعی در تقابل با او فعالیت می‌کرد؛ نهایتاً بعد از چند ماه رایزنی‌های ناکام سیاسی، صدر به دلیل آنچه کارشکنی وابستگان ایران برای بن‌بست سیاسی عراق خواند به نمایندگان جناح خود دستور استعفا جمعی داد؛ این درحالی بود که او اکثریت پارلمان را دراختیار داشت. به‌دنبال این موضع، پس طرفداران بیشمار صدر با تظاهرات و و اشغال مراکز دولتی اعم از دیوانعالی قضاوت و پارلمان و نخست‌وزیری دست به تحصن زدند که بعد از چندین روز با دخالت نیروهای امنیتی به خشونت و درگیری مسلحانه طرفین کشیده شد که تلفاتی از دو طرف برجای گذاشت. پیام نکوهش سیدکاظم حائری از داخل ایران به مقتدی صدر و متعاقب آن پاسخ صدر به او، نهایتاً با دستور خروج طرفدارن او از مراکز دولتی و ظاهراً کناره گیریش از سیاست شد.
در پی برگزاری مسابقات فوتبال کشورهای عربی به میزبانی عراق از نام خلیج عربی استفاده شد که مقتدی صدر نیز با توییتی برای تشکر و تبریک از همین نام استفاده کرد؛ این کار وی با اعتراض دیپلماتیک ایران به دولت عراق همراه بود.
مقتدی صدر نسبت به دو سریال تلویزیونی عربی در مورد معاویه و ابولوءلوء به‌شدت واکنش نشان داد. او ضمن بیان روش غیر طایفه گری و انسجام مذهبی خود و خاندانش در عراق و در جهان اسلام، همچنین پرهیز از نفاق بین شیعه و سنی، ارائه توضیحاتی تاریخی در مورد اشخاص نامبرده سریالها، خواستار ممنوعیت پخش آنها شده و عاملان را به مجازات تهدید کرد. بعد از این واکنش، شبکه‌های تلویزیونی عربستانی و عراقی از پخش این سریالها منصرف شده قطع کردند.

## انتقادات
وی در خطبه‌های نماز جمعه کفن پوش خود در شهر کوفه بارها اعلام کرده است که خواستار اسلامی شدن جامعه و اجرای قوانین اسلامی و ممنوعیت فروش مشروبات الکلی و بی‌حجابی و دیگر مظاهر ضداسلامی است. با تمام این‌ها برخی کارشناسان انتقاداتی به این روحانی جوان رهبر جریان صدر و تاکتیک‌های مبارزاتی و عملکردش در عرصه سیاسی عراق وارد می‌کنند، هرچند که وی همواره در نهایت تصمیمی که در راستای منافع ملی عراق بوده، اتخاذ کرده است:
انتقامجویی‌های جیش المهدی بعد از تخریب حرمین عسکریین سامرا و مقابله‌های مذهبی و ایجاد رعب وحشت و تسخیر مناطق سنی–شیعی نشین بعد از بمبگذاری‌های خونین شهرک صدر۲۰۰۶، تندروی فرقه گرایانه قلمداد شد.
درگیری خونین در نیمه شعبان کربلا ۲۰۰۷ با سپاه بدر مجلس اعلای حکیم که این حادثه علی الظاهر عمق اختلاف میان گروه‌های شیعه عراق و تلاش آن‌ها برای تصاحب قدرت را نشان می‌داد.
اختلاف صدر با نوری مالکی که ریشه در جنگ بصره ۲۰۰۸ دارد که طی آن شمار زیادی از نیروهای دولتی و صدری کشته و زندانی و گروه شبه نظامی جیش المهدی منحل شد هرچند سلاح صدر در اختیار وی باقی ماند.
شرکت در طرح عدم کفایت نخست‌وزیر نوری المالکی ۲۰۱۳ که موجب شد برخی به او اتهام بزنند که به عمق بحران جاری در کشورش توجهی ندارد زیرا به اعتقاد آنها، این اقدام صدر در واقع بازی در زمین عربستان سعودی بود و اظهار نظرهای تند مقتدا علیه مالکی چیزی جز بی‌ثباتی و تفرقه در ائتلاف شیعیان مذهبی و افزایش درگیری‌های مذهبی در عراق به همراه نداشت.
موضع متفاوت او در قبال جنگ داخلی سوریه باعث شد تنها روحانی بانفوذ شیعه باشد که خواستار استعفای بشار اسد شده است. این درخواست مقتدی صدر از رئیس‌جمهور سوریه به معنای تأیید مخالفان نیست، بلکه صرفاً اظهار نظری جهت برون رفت از وضعیت کنونی سوریه است ولی رسانه‌های غربی عربی بر این بیانیه موج سواری می‌کنند.
انقلاب اصلاحات ۲۰۱۶ علیه فساد جناحی دولت بالاخص شخص نوری المالکی؛ در بحبوحه جنگ با داعش عده‌ای معتقدند که ادامه این روند کشور را به مرحله خطرناکی سوق می‌دهد، به ویژه آنکه جنگ علیه تروریسم کشور را به خود مشغول کرده و اعتصابات تظاهرات‌ها می‌توانند بر روحیه نیروهای نظامی اعم از الحشدالشعبی و ارتش تأثیر منفی بگذارد.
نگرش مقتدی صدر نسبت به نبرد علیه داعش قدری متفاوت است. او حشدالشعبی را شبه نظامیان صرفاً شیعی از گروه‌های خاص می‌داند که در عراق گوناگون، نوعی فرقه گرایی انحصاری را سبب می‌شود، بنابراین صدر بر اساس فقط 'دفاع' از عتبات و شیعیان و مرزها و غیرنظامیان فتوا داده و در جنگ با داعش شرکت نکرده است زیرا معتقد است داعش همان مردم تسنن عراق است که شورش کرده و 'مقابله' وظیفه دولت مرکزی است، او بر رسیدگی و حل فصل مناقشه با مردم تسنن کشورش تأکید دارد. شبه نظامیان فدایی وی سرایاالسلام به‌طور مستقل از امنیت شهر سامرا اماکن مقدس و مرزهای غربی عراق و شیعیان آمرلی، جرف الصخر، طوزخورماتو و غیرنظامیان تکریت دفاع کرده و می‌کنند.
مقتدی صدر، همواره تلاش کرده تا منافع ملی و اسلامی عراق را بر هرچیز دیگری ارجحیت دهد و به دلیل قدرت و محبوبیتش در بافت جامعه عراقی، اغلب توانسته، معادلات سیاسی را در مسیری درست حفظ کند. مقتدی صدر خود را رهبر سیاسی تمامی جریان‌های سیاسی عراق اعم از شیعه و سنی و غیره می‌داند و با توجه به منش عدم دخالت مرجعیت نجف در مسائل سیاسی، پس خود را تنها رهبر واقعی در مسائل عراق می‌داند و به دنبال آن است تا همه گروه‌ها را در اتحاد داشته باشد با توجه به محبوبیت فراوان هواداران در عراق و بازتاب گسترده رسانه‌ای در دیگر کشورهای منطقه فراتر از عراق در موضوعات مختلف نیز موضع‌گیری می‌نماید.
کدورت مقتدی صدر با ایران؛ او با منش مستقل و عرب و شیعی و عراقی خود و با تکیه به خوشنامی و محبوبیت مرجعیت و شهادت خاندان پدری خویش، با سلطه و دخالت ایران مخالف است و تابع نبوده بلکه خواهان برادری اتحاد است؛ او با ایجاد حشدالشعبی (شبه نظامیان وابسته به ایران) و تسلیح و اثرگذاری آن مخالف است؛ اعتقاد و مخالفت صدر با مرجعیت غیر عربی شیعه در نجف مشهود و بارها بیان شده است؛ صدر با جنگ نیابتی ایران با آمریکا و عربستان و ترکیه در کشور عراق مخالفت را ابراز کرده است، او خواهان رعایت حسن همجواری همسایگان می‌باشد.

## کناره‌گیری از سیاست
به‌دنبال به بن‌بست رسیدن مذاکرات پارلمان و استعفای دسته جمعی نمایندگان جریان صدر و در پی آن ناآرامی‌های چندبارهٔ حامیان صدر از جمله دو بار یورش به پارلمان عراق در ماه اوت ۲۰۲۲، سید کاظم حائری از مراجع شیعیان طی یک بیانیه اعلام کرد: به دلیل بیماری و کهولت سن از مرجعیت شیعیان کناره‌گیری کرد. وی در این بیانیه اعلام کرد بر همهٔ مؤمنان واجب است از سید علی خامنه‌ای اطاعت کنند و مقتدی صدر را از رهبری درحالی‌که مرجعیت ندارد بر حذر داشت. در پی این وقایع مقتدی صدر در ۷ شهریور ۱۴۰۱ از فعالیت‌های سیاسیِ خود کناره‌گیری کرد، از طرفداران خود نیز تقاضا کرده هیچ شعاری را به نام او منتشر نکند، طرفداران صدر در پی کناره‌گیری وی، عصر ۷ شهریور ۱۴۰۱ به کاخ ریاست‌جمهوری و مجلس عراق یورش بردند، در پی این ناآرامی‌ها نخست‌وزیر عراق سطح آماده‌باش تمام نیروهای امنیتی بغداد را به بالاترین سطح افزایش داد.